# Eleições estaduais no Maranhão em 1974
As eleições estaduais no Maranhão em 1974 aconteceram em duas fases conforme ditava o Ato Institucional Número Três: em 3 de outubro a ARENA elegeu indiretamente o governador Nunes Freire e o vice-governador José Murad e em 15 de novembro houve eleições gerais em 22 estados brasileiros e nos territórios federais do Amapá, Rondônia e Roraima. Nesse dia a ARENA elegeu o senador Henrique de La Rocque e conseguiu quase todas as vagas dentre os nove deputados federais e vinte e sete estaduais eleitos. Os maranhenses residentes no Distrito Federal escolheram seus representantes para o Congresso Nacional graças à Lei n.º 6.091 de 15 de agosto de 1974.
Nascido em Grajaú, o médico Osvaldo da Costa Nunes Freire graduou-se pela Universidade Federal da Bahia em 1938 e após o fim do Estado Novo foi secretário de Saúde no governo Saturnino Bello elegendo-se deputado estadual via PST em 1950, PSD em 1954 e pela UDN em 1958. Posicionado como suplente em 1962, foi efetivado e ocupou a presidência da Assembleia Legislativa reassumindo mais tarde o cargo de secretário de Saúde no governo José Sarney. Presidente da Associação dos Criadores do Maranhão, optou pela ARENA quando o bipartidarismo foi imposto elegendo-se deputado federal em 1966 e 1970. Ligado a Vitorino Freire, foi escolhido governador do Maranhão pelo presidente Ernesto Geisel em 1974. Durante a sua estadia no Palácio dos Leões Nunes Freire, sustentou um litígio contra o grupo arenista liderado por José Sarney que, ironicamente, estava em missão oficial ao Japão no dia do pleito indireto, tendo Freire como companheiro de viagem.
Médico nascido em Codó e diplomado na Universidade Federal Fluminense, o cardiologista José Murad foi um dos pioneiros em sua especialidade no estado e ministrou aulas na Universidade Federal do Maranhão, além de figurar como provedor da Santa Casa de Misericórdia de São Luís na década de 1950. Secretário de Saúde nos governos de José Sarney e Antônio Dino, foi escolhido vice-governador do Maranhão pela ARENA em 1974 e comandou o estado de forma interina durante os primeiros dias do novo governo enquanto Osvaldo Nunes Freire convalescia em Belo Horizonte após uma cirurgia para sanar um deslocamento de retina.
Na eleição para o Senado Federal a vitória foi do advogado, jornalista Henrique de La Rocque. Natural de São Luís e formado na Universidade Federal do Rio de Janeiro, tem origens no PSP e foi eleito deputado federal pelo Maranhão em 1958, 1962, 1966 e 1970, ingressando à ARENA com o bipartidarismo. Eleito senador como candidato único em 1974, exerceu o mandato até 26 de agosto de 1980 quando renunciou para assumir o cargo de ministro do Tribunal de Contas da União.

## Resultado das eleições para governador
A eleição foi realizada pela Assembleia Legislativa do Maranhão em escrutínio nominal do qual participou apenas a bancada da ARENA visto que os quatro parlamentares de oposição não votaram.
| Candidatos a governador do estado | Candidatos a vice-governador | Número | Coligação             | Votação | Percentual |
| --------------------------------- | ---------------------------- | ------ | --------------------- | ------- | ---------- |
| Osvaldo Nunes Freire ARENA        | José Murad ARENA             | -      | ARENA (sem coligação) | 17      | 100%       |

## Resultado das eleições para senador
Segundo o Tribunal Superior Eleitoral  foram apurados 295.329 votos nominais (63,41%), 163.318 votos em branco (35,07%) e 7.093 votos nulos (1,52%) resultando no comparecimento de 465.740 eleitores.
| Candidatos a senador da República | Primeiro suplente de senador | Número | Coligação             | Votação | Percentual |
| --------------------------------- | ---------------------------- | ------ | --------------------- | ------- | ---------- |
| Henrique de La Rocque ARENA       | Luís Fernando Freire ARENA   | -      | ARENA (sem coligação) | 295.329 | 100%       |

## Deputados federais eleitos
São relacionados os candidatos eleitos com informações complementares da Câmara dos Deputados.

Representação eleita
  ARENA: 8
  MDB: 1

| Deputados federais eleitos | Partido | Votação | Percentual | Cidade onde nasceu | Unidade federativa |
| Magno Bacelar              | ARENA   | 49.892  |            | Coelho Neto        | Maranhão           |
| Eurico Ribeiro             | ARENA   | 45.696  |            | Pedreiras          | Maranhão           |
| João Castelo               | ARENA   | 40.629  |            | Caxias             | Maranhão           |
| Epitácio Cafeteira         | MDB     | 39.589  |            | João Pessoa        | Paraíba            |
| Vieira da Silva            | ARENA   | 35.453  |            | São Luís           | Maranhão           |
| Luís Rocha                 | ARENA   | 32.520  |            | Loreto             | Maranhão           |
| José Ribamar Machado       | ARENA   | 32.325  |            | Buriti             | Maranhão           |
| José Marão Filho           | ARENA   | 31.477  |            | São Luís           | Maranhão           |
| Temístocles Teixeira       | ARENA   | 22.625  |            | Pastos Bons        | Maranhão           |

## Deputados estaduais eleitos
Das vinte e sete cadeiras em disputa a ARENA conquistou vinte e duas.

Representação eleita
  ARENA: 22
  MDB: 5

| Deputados estaduais eleitos    | Partido | Votação | Percentual | Cidade onde nasceu | Unidade federativa |
| Renato da Costa Nunes          | ARENA   | 14.412  |            | Grajaú             | Maranhão           |
| Nagib Haickel                  | ARENA   | 14.295  |            | Pindaré-Mirim      | Maranhão           |
| Ivar Saldanha                  | ARENA   | 12.397  |            | Rosário            | Maranhão           |
| Djalma dos Santos Campos       | ARENA   | 12.229  |            | Viana              | Maranhão           |
| Albérico de França Ferreira    | ARENA   | 11.854  |            | Imperatriz         | Maranhão           |
| Carlos Alberto Ribeiro de Melo | ARENA   | 11.682  |            | Barra do Corda     | Maranhão           |
| Manoel de Oliveira Gomes       | ARENA   | 11.385  |            | Bacabal            | Maranhão           |
| José de Jesus Lamar            | ARENA   | 10.610  |            | Santa Inês         | Maranhão           |
| José Evangelista Coelho        | ARENA   | 10.567  |            | Vargem Grande      | Maranhão           |
| Marconi Caldas                 | ARENA   | 10.080  |            | São Luís           | Maranhão           |
| Teoplistes Teixeira Filho      | ARENA   | 9.721   |            | Pastos Bons        | Maranhão           |
| Manoel Maria Soares Paiva      | ARENA   | 9.197   |            | Pinheiro           | Maranhão           |
| Artur Carvalho                 | ARENA   | 8.975   |            | Cachoeira Grande   | Maranhão           |
| Antônio Pontes de Aguiar       | ARENA   | 8.804   |            | Chapadinha         | Maranhão           |
| Sálvio Dino                    | ARENA   | 8.737   |            | Grajaú             | Maranhão           |
| Colares Moreira                | ARENA   | 8.551   |            | São Luís           | Maranhão           |
| Jackson Lago                   | MDB     | 8.477   |            | Pedreiras          | Maranhão           |
| José Ribamar Elouf             | ARENA   | 8.319   |            | Timon              | Maranhão           |
| Orlando Brito de Aquino        | ARENA   | 8.294   |            | Rosário            | Maranhão           |
| Enoc Vieira                    | ARENA   | 8.191   |            | Esperantinópolis   | Maranhão           |
| Celso Coutinho                 | ARENA   | 8.016   |            | Guimarães          | Maranhão           |
| Francisco Ferreira Figueiredo  | ARENA   | 7.634   |            | São Vicente Ferrer | Maranhão           |
| Wilson Ramos Neiva             | ARENA   | 7.595   |            | Capinzal do Norte  | Maranhão           |
| José Ribamar Bayma Serra       | MDB     | 6.902   |            | São Luís           | Maranhão           |
| Isaac Rubem Brito Dias         | MDB     | 6.313   |            | São Bento          | Maranhão           |
| João de Assunção Brandão       | MDB     | 5.590   |            | São Luís           | Maranhão           |
| Carlos Guterres                | MDB     | 5.462   |            | São Luís           | Maranhão           |